# Frédéric Antoine Henri Le Fort
Pour les articles homonymes, voir Lefort.
Frédéric Antoine Henri Le Fort, né le 20 juin 1754 à Strasbourg et mort probablement en 1792 à Paris, est un général de brigade genevois de la Révolution française.

## État de services
Il entre en service en 1766, en qualité de cadet au service de la France, et il participe à la prise du fort Saint-Philippe à Minorque en 1781.
En 1788, il devient membre du Conseil des Deux-Cents de Genève, et il est nommé colonel le 12 mars 1788, puis le 12 octobre suivant il prend le commandement du régiment de La Marck. Il est promu maréchal de camp le 6 février 1792.
En juillet 1792, il est chargé par l'entourage de Louis XVI, en tant qu’ancien officier genevois du régiment suisse Diesbach, d'étudier la possibilité d'un refuge du roi et de la famille royale au château de Gaillon en Normandie. De retour à Paris dans la nuit du 5 au 6 août, il rend un rapport favorable et déclare que les suisses du régiment de Salis-Samade méritent toute confiance pour assurer la sécurité du roi.
Peu après, on perd sa trace, et sa famille suppose qu'il a pu être tué lors de la prise des Tuileries, le 10 août 1792.

## Sources
- (en) « Generals Who Served in the French Army during the Period 1789 - 1814: Eberle to Exelmans »
- Jacques Augustin Galiffe, Notices généalogiques sur les familles genevoises depuis les premiers temps jusqu’à nos jours, Volume 1, Paris, J. Barbezat et Cie, 1829, p. 73.
- Étienne Burgy, « Frédéric Antoine Henri Le Fort » dans le Dictionnaire historique de la Suisse en ligne, version du 21 août 2006.
- Côte S.H.A.T.: 4YD 3854